# Marcia Haufrecht
Marcia Haufrecht (n. Manhattan, 3 de janeiro de 1937), encenadora, actriz, dramaturga e formadora de teatro norte americana.
Graduada pela Performing Arts High School em 1954 como bailarina, estreia-se na Broadway com o espectáculo Plain and Fancy (1954). Envolvida com o teatro, os seus interesses e treino alargaram-se incluindo representação, escrita dramática, encenação e formação.
Como actriz trabalhou na Broadway, off e off-off Broadway, bem como em televisão e cinema, em filmes como White Cargo ou Queen Elizabeth (onde contracenou com Al Pacino). Apresentou-se no Center Stage em Baltimore, The Boston Theater Company, Lincoln Center, The Public Theatre, Ensemble Studio Theatre e La Mamma. Mais recentemente apareceu na série Os Sopranos^Sendo uma autora publicada, as suas peças têm sido produzidas no The Actors Studio, Ensemble Studio Theatre, The Quaigh, The Common Basis Theatre, todos em NYC, e nos USA em Woodstock, San Francisco, Texas, Florida, The Company of Angels e CSU Fullerton na California, bem como na Austrália, no La Mamma em Melbourne e no Kultur Im Gugg, na Áustria.
Como encenadora trabalhou tanto em novas versões como nos originais de clássicos no Ensemble Studio Theatre, The Actors Studio, The Common Basis Theatre e na Austrália, Portugal e Áustria. Em Lisboa, encenou em 2005 Vidas Publicadas de Donald Margulies, com Dalila Carmo e Lídia Franco, no Teatro da Comuna.
Aluna de Lee Strasberg e consequentemente professora no The Lee Strasberg Theatre Institute, formou nomes como Ellen Barkin, Alec Baldwin, Janine Turner, Debbie Mazur, Loren Dean ou Uma Thurman. 
Foi professora durante vários anos na Austrália, Áustria e nos últimos 11 anos na Universidade de Verão na Arrábida – Portugal – e, com organização de Bruno Schiappa, no Teatro da Trindade,. Actualmente integra o elenco docente da faculdade, na divisão de cinema da Columbia University. É membro do The Actors Studio, Ensemble Studio Theatre e foi fundadora e directora artística do The Common Basis Theatre, em NY.
1. ↑  United States Public Records: Person Details for Marcia Haufrecht. Family Search. Document dated 19 May 2008. Retrieved 2015-07-07.